# 水洲山炮台遗址
水洲山炮台遗址，位于中国广东省中山市火炬高技术产业开发区沙边村水洲山上。水洲山炮台建于清代咸丰四年（1854年），炮台占地面积660平方米。2012年10月，列入广东省文物保护单位。